# Blood, Sugar, Sex, Magic
Blood, Sugar, Sex, Magic is de derde aflevering van het achtste seizoen van de televisieserie ER, die voor het eerst werd uitgezonden op 11 oktober 2001.

## Verhaal
Dr. Malucci en een ambulancemedewerkster worden betrapt door dr. Weaver terwijl zij samen seks hebben in een ambulance. Dr. Weaver deelt hem mede dat hij per direct ontslagen is. 
Dr. Greene krijgt onverwachts bezoek van zijn dochter Rachel, zij deelt hem mede dat zij weggelopen is bij haar moeder na een heftige ruzie. Zij vraagt aan haar vader of zij tijdelijk bij hem mag wonen, hij wil dit toch eerst overleggen met zijn ex-vrouw en huidige vrouw. 
Lockhart is bezig haar spullen weg te halen in het appartement van dr. Luka, tijdens haar bezigheden breekt zij per ongeluk het glas van een aquarium en besluit om de hulp in te schakelen van dr. Carter. Tijdens hun bezigheden worden zij gearresteerd door de politie op verdenking van inbraak en dr. Luka wordt erbij geroepen, hij is niet blij met hun acties maar besluit geen aangifte te doen.
Dr. Corday heeft het nog steeds zwaar met haar pasgeboren dochter, en valt in slaap tijdens een operatie.
Dr. Jing-Mei Chen behandelt een pasgeboren baby die ter vondeling is gelegd, de baby heeft een moedervlek in de vorm van de heilige Maria. De mensen denken dat de baby hierdoor genezende krachten heeft.

## Rolverdeling

### Hoofdrollen
- Anthony Edwards - Dr. Mark Greene
- Hallee Hirsh - Rachel Greene
- Noah Wyle - Dr. John Carter
- Frances Sternhagen - Millicent Carter
- Laura Innes - Dr. Kerry Weaver
- Alex Kingston - Dr. Elizabeth Corday
- Paul McCrane - Dr. Robert Romano
- Goran Višnjić - Dr. Luka Kovac
- Michael Michele - Dr. Cleo Finch
- Erik Palladino - Dr. Dave Malucci
- Ming-Na - Dr. Jing-Mei Chen
- Eriq La Salle - Dr. Peter Benton
- Matthew Watkins - Reese Benton
- David Brisbin - Dr. Alexander Babcock
- Maura Tierney - verpleegster Abby Lockhart
- Laura Cerón - verpleegster Chuny Marquez
- Yvette Freeman - verpleegster Haleh Adams
- Deezer D - verpleger Malik McGrath
- Kyle Richards - verpleegster Dori
- Dinah Lenney - verpleegster Shirley
- Julie Ann Emery - ambulancemedewerker Niki Lumley
- Lyn Alicia Henderson - ambulancemedewerker Pamela Olbes
- Michelle Bonilla - ambulancemedewerker Christine Harms
- Khandi Alexander - Jackie Robbins
- Kristin Minter - Randi Fronczak

### Gastrollen (selectie)
- Bonnie Burroughs - Candy
- Takayo Fischer - Trinnie
- Megan Austin Oberle - Anna
- Mario Roccuzzo - Mr. Tanzi
- Flora Burke - Mrs. Tanzi
- Glenn Shadix - Eldon
- Christine Harnos - Jennifer Simon
- Eric Barry - Ivan